# 赫勒·赫勒
赫勒·赫勒（丹麥語：Helle Helle；1965年12月14日—），丹麦女小说家。出生于洛兰岛上的纳克斯考，本名赫勒·奥尔森，父母离异后移居勒兹比。1984年从马里博中学毕业，曾卖过香水，后于1985年至1987年在哥本哈根大学进修文学。1989年至1991年曾就读于一座写作学校，并开始发表最初的作品。
2005年发表的《从勒德比到普特加登》取材于作者自身的经历，讲述了在渡轮香水零售部门的两姐妹对王母的追忆，过去的经历一直纠缠着她们，使生活停滞不前。这部小说是她的成名作。2011年，她出版了《应该用现在时写作》，主角多特同样以作家自己为原型，在哥本哈根上学，但和男友呆在一起的时候比上课的时间还多。故事里还引入了女主角早期的经历。这本书淡化了情节，而专注于描绘外省普通人的日常。